# Naissance des Pieuvres
Naissance des Pieuvres (Lírios D'água, no Brasil) é um filme de 2007, do gênero drama, produzido na França e dirigido por Céline Sciamma.

## Sinopse
O filme conta a história do despertar sexual das jovens Marie (Pauline Acquart), Anne (Louise Blachère) e Floriane (Adèle Haenel) durante o verão em um subúrbio de classe média de Paris, quando elas aprendem o significado da atração sexual e da excitação. Marie, que sente-se atraída física e emocionalmente por Floriane, deseja fazer parte do time de nado sincronizado Stade Franas, com o objetivo de aproximar-se dela, a qual as outras integrantes não a tratam bem. Mostrando seu protecionismo, Floriane passa a proteger Marie, chegando inclusive a dar uma medalha que havia ganho.
Marie diz a Anne, que sentia-se rejeitada pela amiga, que estava passando um período na casa de um primo. Tendo aceitado a explicação, fala com François (Warren Jacquin), de quem ela está apaixonada. Apesar da equipe de nado sincronizado pensar que já teria feito alguma relação sexual, Floriane confessa a Marie que nunca havia feito amor com ninguém.
Na parte final, Marie e Floriane se beijam no vestiário, e esta última indica que voltaria para a festa. As duas pulam na piscina, e Floriane dança sozinha, alheia ao efeito de suas ações em Marie e Anne.

## Elenco
- Pauline Acquart - Marie
- Louise Blachère - Anne
- Adèle Haenel - Floriane
- Warren Jacquin - François
- Christel Baras - Inspetora
- Marie Gili-Pierre - Caixa
- Alice de Lencquesaing - Roupeira
- Claire Pierrat - Roupeira
- Barbara Renard - Natacha
- Esther Sironneau - Vendedora
- Jérémie Steib - Massagista
- Yvonne Villemaire - Vizinha
- Christophe Vandevelde - Caixa da boate

## Curiosidades
- Céline Sciamma, diretora do filme, faz uma participação como garçonete do fast food.